# Uroplatus phantasticus
Uroplatus phantasticus is een hagedis die behoort tot de gekko's. Het is een van de soorten bladstaartgekko's uit het geslacht Uroplatus.

## Naam en indeling
De wetenschappelijke naam van de soort werd voor het eerst voorgesteld door George Albert Boulenger in 1888. Oorspronkelijk werd de naam Uroplates phantasticus gebruikt. De soortaanduiding phantasticus betekent vrij vertaald 'denkbeelding'.

## Uiterlijke kenmerken
De lichaamslengte is ongeveer 6 tot 15 centimeter, de basiskleur is bruin, maar erg variabel; van geel- tot groenbruin, de buikzijde is lichter. De hagedis kan van kleur veranderen en ook geheel groene, roze en zelfs lichtpaarse exemplaren komen voor. Het lichaam is sterk zijdelings afgeplat en heeft over het hele lijf donkere onregelmatige vlekken en dunne strepen die op bladnerven lijken, vooral in de nek en op de kop. De staart is kort maar bijna rond, deze is sterk afgeplat tot slechts enkele millimeters dikte en heeft grillige, golvende randen.
Er zijn vele soorten gekko's die een goede camouflage hebben, maar deze soort spant toch wel de kroon; door het bizarre uiterlijk is de hagedis zo moeilijk van een blad te onderscheiden dat het dier zelfs van dichtbij nog over het hoofd gezien wordt. Sommige exemplaren hebben inkepingen in de staart, die de camouflage nog beter maken omdat ze op een door insecten aangevreten blad lijken, wat veel predatoren zal misleiden. De poten zijn erg dun en grillig gevlekt en de grote, driehoekige kop heeft boven ieder oog een klein stekeltje, waaraan de soort de Engelse naam 'Satansgekko' te danken heeft.

## Levenswijze
De gekko leeft op enige hoogte boven de bodem in bossen. Meestal klimt de gekko in lage struiken net boven de grond en niet in bomen. Het voedsel bestaat uit kleine geleedpotigen die 's nachts worden gevangen; overdag wordt geschuild tussen de bladeren. De vrouwtjes zetten eieren af.

## In gevangenschap
Van alle bladstaartgekko's is deze soort vanwege het uiterlijk een van de populairste bij houders van terraria. Hierdoor is er in vergelijking met andere soorten veel over de gekko bekend, ondanks dat ze zich maar zelden in gevangenschap voortplanten. Het is geen beginnerssoort, en de hoge prijs zal beginners ook afschrikken. Bovendien zijn vrijwel alle in de handel aangeboden dieren wildvang, vaak uitgedroogd door het transport en dragen vaak parasieten. Nakweekdieren zijn nog duurder en worden maar zelden aangeboden. Mannetjes kunnen elkaar niet uitstaan en bij het houden van een groepje dient daar rekening mee gehouden te worden. Belangrijke aspecten zijn de behoefte aan een vochtige omgeving, een ruime behuizing en kalk- en vitaminepreparaten.

## Verspreiding en habitat
De soort komt voor in delen van Afrika en leeft endemisch in Madagaskar. Hier wordt de soort is een groot gebied langs het oostelijke deel van het eiland aangetroffen. De habitat bestaat uit vochtige tropische en subtropische bossen, zowel in laaglanden als in bergstreken. De bladstaartgekko is aangetroffen op een hoogte van ongeveer 400 tot 1300 meter boven zeeniveau.

## Beschermingsstatus
Door de internationale natuurbeschermingsorganisatie IUCN is de beschermingsstatus 'veilig' toegewezen (Least Concern of LC).